# Pegomya glabra
Pegomya glabra är en tvåvingeart som först beskrevs av Stein 1920.  Pegomya glabra ingår i släktet Pegomya och familjen blomsterflugor. Inga underarter finns listade i Catalogue of Life.